# Chlenias indecisata
Chlenias indecisata är en fjärilsart som beskrevs av Walker 1862. Chlenias indecisata ingår i släktet Chlenias och familjen mätare. Inga underarter finns listade i Catalogue of Life.